# Conselho Nacional das Mulheres Portuguesas

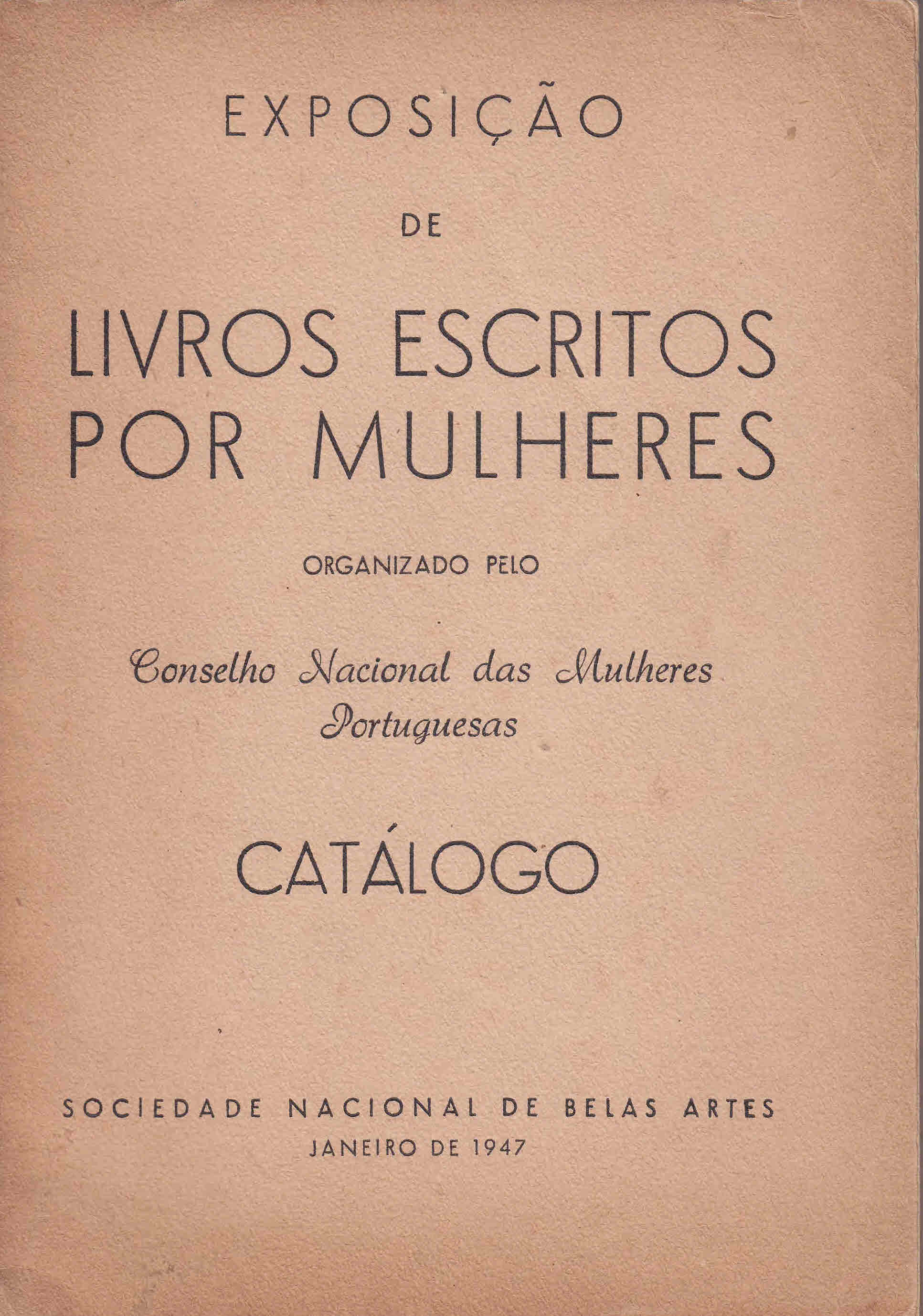
Catalogue de l' Exposition des livres écrits par des femmes, tenue en 1947.

Le Conselho Nacional das Mulheres Portuguesas (Conseil national des femmes portugaises) est une organisation féministe portugaise qui défend les droits sociaux et politiques des femmes. Fondée au Portugal en 1914 par Adelaide Cabete, elle maintient ses activités jusqu'en 1947 quand le régime de l'Estado Novo ordonne sa fermeture. C'est l’organisation féministe la plus importante et la plus durable de la première moitié du XXe siècle au Portugal et la seule à survivre après la fin de la Première Guerre mondiale.

## Débuts
La première tentative de fondation d'un Conseil des femmes au Portugal remonte au début du XXe siècle, lorsque Carolina Michaëlis de Vasconcelos s'efforce de « rassembler quelques dames qui parlent anglais - et qui souhaitent collaborer au mouvement féministe » afin de rencontrer une féministe canadienne en visite, Sophia Sanford. Cette initiative n'aboutit cependant pas. 
Le Conselho Nacional das Mulheres Portuguesas est finalement fondé le 30 mai 1914, à l'initiative de la gynécologue et militante féministe Adelaide Cabete, qui en devient la première présidente. Carolina Michaëlis de Vasconcelos est invitée à en être présidente d'honneur,,. 

## Objectifs du Conseil
Le bulletin du Conseil, publié à partir de novembre 1914, précise que son objectif est de « réunir, dans une grande association, toutes les associations et groupements féminins qui sont répandus dans tout le pays », mettant fin à « l'aliénation du monde féministe international ». Le Conseil cherche notamment à améliorer la situation juridique des femmes dans la famille et dans l’État, obtenir le droit de vote des femmes, mettre fin à la traite et l’exploitation des femmes, améliorer la santé publique, défendre les droits des femmes enceintes et des femmes ayant récemment accouché et protéger les femmes et les enfants défavorisés et maltraités.  

« [...] toutes les femmes et tous les groupes de femmes du Portugal peuvent en faire partie, quelle que soit leur classe sociale, quelle que soit leur foi politique ou leur croyance religieuse, c'est pourquoi le but de cette association est, tout simplement, un travail pour l'amélioration civile, économique et morale de la femme en particulier et de l'humanité en général, absolument éloignée de la lutte des passions. »

—  Adelaide Cabete, O Mundo (1914)
Le Conseil se veut apolitique mais plusieurs membres éminentes de la Ligue républicaine des femmes portugaises (pt), qui prône le renversement de la monarchie, en font partie, ce qui freine la participation de femmes plus conservatrices et, en général, plus aisées. En conséquence, l'organisation manque de fonds et son siège, pendant la majeure partie de son existence, se trouve dans le cabinet médical d'Adélaïde Cabete et de sa sœur, Maria Brazão, à Lisbonne. Cependant, en 1914 et 1915, il compte tout de même quinze associations affiliées, parmi lesquelles l'Associação de Estudantes do Instituto de Educação e Trabalho (Association des étudiants de l'Institut d'éducation et de travail), l'Associação de Professores do Ensino Gratuito (Association des professeurs de l'enseignement libre), le Fundo de Apoio aos Estudantes Pobres (Fonds d'aide aux étudiantes pauvres), le Grupo Feminista Português (Groupe féministe portugais), la Liga Portuguesa da Moral Pública (la Ligue portugaise de moralité publique), le Núcleo do Porto da Liga Republicana das Mulheres Portuguesas (Groupe de Porto de la Ligue républicaine des femmes portugaises), l'Associação das Alunas do Instituto Feminino de Educação e Trabalho (Association des étudiantes de l'Institut des femmes pour l'éducation et le travail), la Liga Portuguesa da Moralidade Pública (Ligue portugaise de moralité publique) et le Tuna das Costureiras de Lisboa.

## Activités

### Les congrès
Pour célébrer le dixième anniversaire de sa fondation, le Conseil national des femmes portugaises organise en mai 1924, à Lisbonne, le Premier Congrès féministe et éducatif, inauguré par le président de la République, Manuel Teixeira Gomes qui découvre, à cette occasion, que les femmes n'ont pas encore le droit de vote au Portugal,. Vingt-cinq communications sont présentées, dont 17 par des femmes. Les propositions faites dans les présentations sont très progressistes pour l'époque : elles concernent le droit à un mois de congé de maternité pour la femme qui travaille, l'introduction de l'éducation sexuelle les écoles, l'égalité de rémunération pour des postes équivalents, le droit de vote pour les femmes ou le statut juridique égal pour les femmes et les hommes mariés,. Domingas Lazary (pt) y plaide, de façon pionnière, pour l'intersection de la question coloniale avec la lutte féministe.  
Le succès du premier congrès de Lisbonne amène à organiser un nouveau congrès en 1928. Ce deuxième congrès traite davantage des droits politiques et civils des femmes : « Le vote pour les femmes », de Maria O'Neill (pt) présente ainsi un rapport sur le « Vote pour les femmes » et Elina Guimarães plaide pour une meilleure protection et un salaire de substitution pour les femmes enceintes ou accouchantes,,.  

### Le bulletin: Alma femina
Tout au long de son existence, le Conseil national des femmes portugaises publie un bulletin à l'intention de ses membres. Initialement dénommé simplement Bulletin du Conseil national des femmes portugaises, son nom devient Alma feminina (L'âme féminine) en 1917, puis A Mulher (La Femme) en 1946. Le magazine a pour objectif principal de faire connaître les activités de l'association et les initiatives promues par les organisations féministes et féminines internationales, ainsi que d'informer les lectrices sur la situation des femmes et l'état du féminisme dans d'autres pays,,.

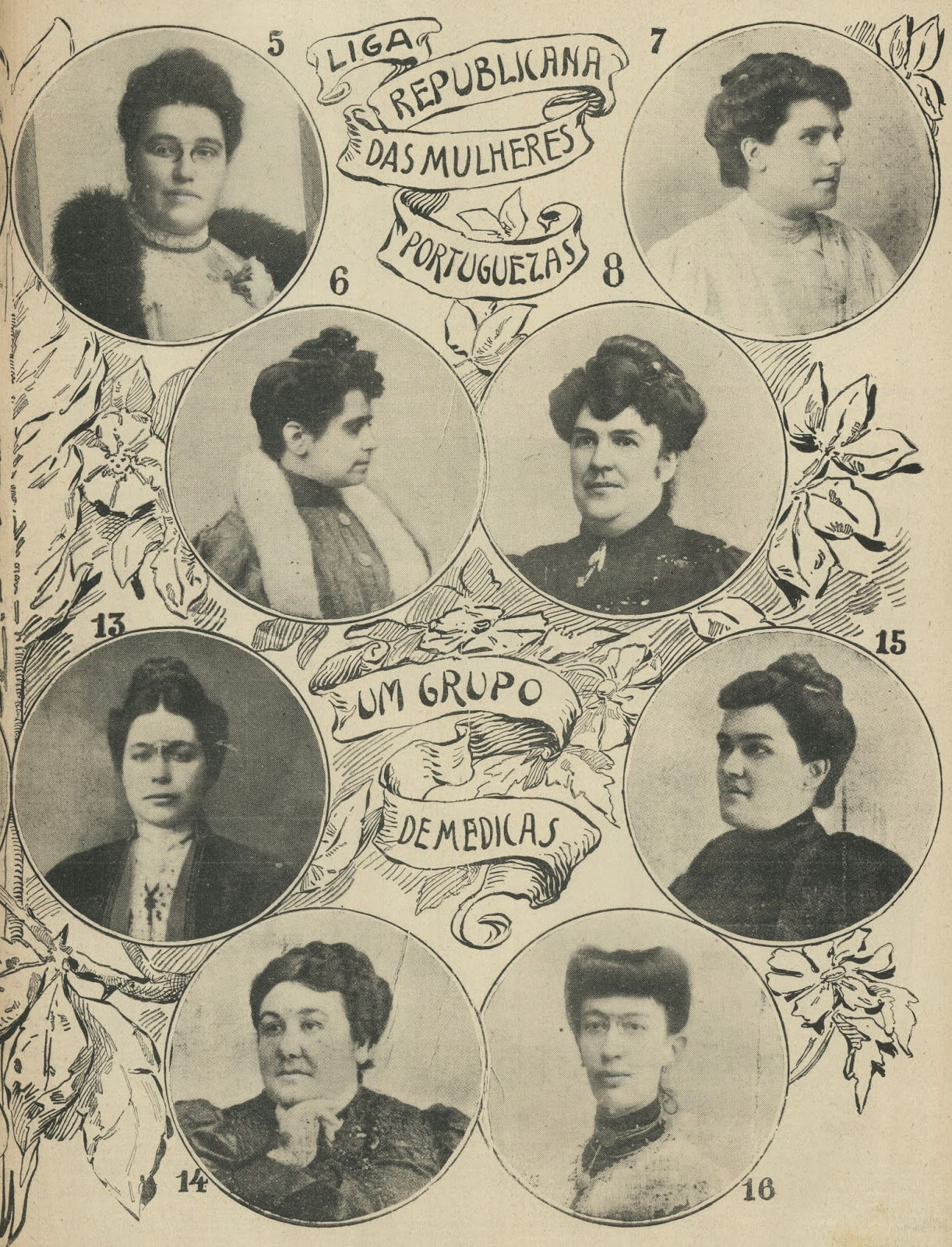
Supplément au journal O Século sur les suffragettes de la Ligue républicaine des femmes portugaises, publié le 12 mai 1910 : 5 - Ana de Castro Osório ; 6 - ; 7 - ; 8 - ; 13 - ; 14 - Adélaïde Cabété ; 15 - Carolina Beatriz Ângelo ; 16 - Maria do Carmo Joaquina Lopes.

## Années 1930-1940
En 1930, à l'initiative de la journaliste Maria Lamas, la ville organise une « Exposition d'œuvres féminines, anciennes et modernes, de nature littéraire, artistique et scientifique », avec le soutien du journal O Século . Le but de l’exposition est de donner une visibilité au travail des femmes de tout le pays, « du travail des artisans au travail des intellectuels, du métier à tisser de Trás-os-Montes à la table de travail de Carolina Michaelis de Vasconcelos ». Son succès contribue à la notoriété du Conseil national des femmes portugaises. 
Cependant, au cours des années 1930 et 1940, émergent des associations de femmes associées au gouvernement autoritaire de l'Estado Novo, comme Obra das Mães pela Educação Nacional (pt), Mocidade Portuguesa Feminina ou encore la Juventude Independente Católica Feminina et qui deviennent ses interlocuteurs privilégiés et obéissants. Le Conseil national des femmes portugaises fait face aux exigences de contrôle de l'état. Mais il continue à adresser des pétitions aux différents organes du pouvoir politique et à intervenir publiquement en faveur des causes qu'il défend.

## Fin
À la mort d'Adelaide Cabete en 1935, Sara Beirão est élue présidente. Elle est suivie par Isabel Cohen von Bonhorst en 1942, et Maria Lamas en 1945. 
En 1947, après le succès de l'« Exposition de livres écrits par des femmes » au Grand Hall des Beaux-Arts de l'Université de Lisbonne, le Conseil national des femmes portugaises est interdit par le régime d'António de Oliveira Salazar et doit immédiatement cesser ses activités. Néanmoins, de nombreuses membres du Conseil continuent à œuvrer pour la promotion des droits et de meilleures conditions de vie des femmes portugaises, en rejoignant d'autres associations qui sont encore autorisées,.

## Membres notables
- Abigail de Paiva Cruz (en) (1883-1944), peintre, sculptrice et artiste de dentelle ;
- Adelaide Cabete (1867-1937), gynécologue et enseignante, présidente du Conseil de 1914 à 1935 ;
- Angélica Viana Porto (en) (1881-1938), vice-présidente du Conseil  en 1929 et de 1931 à 1935 ;
- Aurora Teixeira de Castro (pt) (1891-1936), première femme notaire au Portugal, vice-présidente du Conseil de 1926 à 1927 ;
- Beatriz Arnut (pt) (1892-1958), écrivaine et poétesse ;
- Maria Lamas (1893-1983), écrivaine journaliste, présidente du Conseil de 1945 à 1947
- Branca de Gonta Colaço (pt) (1880-1985), écrivaine et linguiste ;
- Carolina Michaëlis de Vasconcelos (1851-1925), écrivaine et enseignante, présidente honoraire du Conseil ;
- Deolinda Lopes Vieira (pt) (1888-1993), enseignante ;
- Domingas Lazary do Amaral (pt) (1883-1984), enseignante et écrivaine ;
- Eduarda Lapa (pt) (1895-1976), peintre ;
- Elina Guimarães (1904-1991), juriste, vice-présidente du Conseil de 1928 à 1929 et en 1931 ;
- Etelvina Lopes de Almeida (pt) (1916-2004), écrivaine et journaliste ;
- Leontina de Cabral Hogan (pt) (1886-1943), medium ;
- Maria Clara Correia Alves (pt) (1869-1948), journaliste et écrivaine, secrétaire générale du Conseil en 1914 et 1919 et vice-présidente en 1921 ;
- Maria Lúcia Vassalo Namorado (pt)(1909-2000), écrivaine, poétesse et journaliste ;
- Maria Lamas (1883-1993), écrivaine, traductrice et journaliste ;
- Maria O'Neill (pt) (1873-1932), écrivaine, poétesse et journaliste ;
- Regina Quintanilha (pt) (1893-1967), avocate ;
- Sara Beirão (1880-1974), écrivaine et journaliste, présidente du Conseil de 1935 à 1942 ;
- Sara Benoliel (pt) (1898-1970), première femme pédiatre au Portugal
- Vitória Pais Freire de Andrade (pt) (1883-1930), enseignante